# デリンジャー (映画)
『デリンジャー』（原題：Dillinger）は、1973年制作のアメリカ合衆国の映画。
監督・脚本はジョン・ミリアス。ミリアスの映画監督デビュー作品である。1930年代に実在したギャング、ジョン・デリンジャーを描く。

## キャスト
| 役名                       | 俳優                         | 日本語吹替                                    | 日本語吹替                                                                                              |
| 役名                       | 俳優                         | TBS版                                         | テレビ東京版                                                                                            |
| -------------------------- | ---------------------------- | --------------------------------------------- | --- |
| ジョン・デリンジャー       | ウォーレン・オーツ           | 内海賢二                                      | 小林清志                                                                                                |
| メルヴィン・パーヴィス     | ベン・ジョンソン             | 宮川洋一                                      | 加藤精三                                                                                                |
| ビリー・フレシェット       | ミシェル・フィリップス       | 吉田理保子                                    | 井上喜久子                                                                                              |
| ホーマー・ヴァン・メーター | ハリー・ディーン・スタントン | 千葉順二                                      | 津田英三                                                                                                |
| ベビーフェイス・ネルソン   | リチャード・ドレイファス     | 青野武                                        | 藤原啓治                                                                                                |
| アンナ・セージ             | クロリス・リーチマン         | 公卿敬子                                      | 火野カチコ                                                                                              |
| ハリー・ピアポント         | ジェフリー・ルイス           |                                               | |
| チャールズ・マクレイ       | ジョン・ライアン             |                                               | |
| プリティボーイ・フロイド   | スティーヴ・カナリー         |                                               | |
| エディ・マーティン         | ジョン・マルティーノ         |                                               | |
| サミュエル・カウリー       | ロイ・ジェンソン             |                                               | |
| ビッグジム・ウォラード     | リード・モーガン             |                                               | |
| リード・ヤングブラッド     | フランク・マクレー           |                                               | |
| 不明 その他                |                              | 蟹江栄司 藤本譲 池田勝 小関一 大山高男        | 小山武宏 西村知道 秋元羊介 村松康雄 峰恵研 塚田正昭 稲葉実 叶木翔子 梅津秀行 小形満 定岡小百合 沢海陽子 |
|                            |                              |                                               | |
| 演出                       | 演出                         | 鳥海俊材                                      | 藤山房伸                                                                                                |
| 翻訳                       | 翻訳                         | 山田実                                        | 山田実                                                                                                  |
| 効果                       | 効果                         |                                               | VOX |
| 調整                       | 調整                         |                                               | 長井利親                                                                                                |
| 制作                       | 制作                         | ザック・プロモーション                        | スケアクロウ                                                                                            |
| 解説                       | 解説                         | 荻昌弘                                        | 木村奈保子                                                                                              |
| 初回放送                   | 初回放送                     | 1979年1月1日 『月曜ロードショー』 21:02-22:55 | 1993年9月16日 『木曜洋画劇場』 21:00-22:54                                                              |

※ 2020年3月3日発売のBlu-ray「デリンジャー -日本語吹替音声収録コレクターズ版-」には、2種類の吹き替え版を全て収録。